# Cratere Min
Min è un cratere sulla superficie di Ganimede.